# Émile Masson (ciclista 1915)
Émile Masson (Hollogne-aux-Pierres, Grâce-Hollogne, província de Lieja, 1 de setembre de 1915 - 2 de gener de 2011) va ser un ciclista belga que fou professional entre 1935 i 1952. Era fill del també ciclista Émile Masson.
Durant la seva carrera aconseguí 13 victòries, destacant una Fletxa Valona, una París-Roubaix, una Bordeus-París i una etapa al Tour de França de 1938.
En retirar-se del ciclisme passà a fer de periodista pels diaris Les Sports i La Vallonie. També va presidir l'organització de la Lieja-Bastogne-Lieja.

## Palmarès
- 1935
  - Vencedor d'una etapa a la Volta a Luxemburg
- 1937
  - 1r a la Beringen-Koersel
  - Vencedor d'una etapa de la Volta a Bèlgica
- 1938
  - 1r a la Fletxa Valona
  - 1r a la Brussel·les-Hozémont
  - Vencedor d'una etapa al Tour de França
- 1939
  - 1r a la París-Roubaix
  - 1r a la Stal-Koersel
  - Vencedor d'una etapa a la París-Niça
- 1946
  -  Campió de Bèlgica en ruta
  - 1r a la Bordeus-París
- 1947
  -  Campió de Bèlgica en ruta
- 1949
  - 1r a la Lieja-St Hubert
- 1950
  - 1r a Lieja

### Resultats al Tour de França
- 1938. 34è de la classificació general. Vencedor d'una etapa